# 无限试驾：太阳王冠
《无限试驾：太阳王冠》是一款由KT Racing开发并由Nacon发行的竞速游戏。本作是《试驾》系列的第12款游戏作品，也是系列继2012年推出的《试驾：法拉利传奇》后时隔多年的系列新作，也是系列的开放世界分支系列“无限试驾”的第三作。本作将游戏舞台设定到香港岛，是无限试驾系列首次将背景放到亚洲。游戏在2020年7月首次公布，经两次延期后，于2024年9月12日发售，登陆Microsoft Windows、PlayStation 5和Xbox Series X/S平台。任天堂Switch版发售日期仍未公布。
游戏发售后获得了媒体较差的评价，Windows版本的Metacritic综合评价只有50/100；PlayStation 5版本为55/100。而在根据OpenCritic收录的评价，本作仅获得5/100的推荐度。媒体对游戏的批评包括了过时的画面技术、强制全程联网游戏、网络服务器极度不稳定、游戏内容单调、电脑对手难度不平衡等。

## 开发
2016年12月，有消息称法国游戏发行商大本钟互动从雅达利手上收购了《试驾》系列的IP版权，并计划重启该系列。2018年，大本钟互动宣布收购了法国游戏开发商凯洛顿游戏，而凯洛顿的主席罗曼·文森特（Roman Vincent）建议双方开始进行《试驾》系列新作的开发。2020年4月，已更名为Nacon的大本钟互动在英国的知识产权局注册了“无限试驾：太阳王冠”的商标，而“太阳王冠”一词源自系列作品《无限试驾2》游戏中的一个虚构系列赛事。